# Aérodrome Khodynka
Pour les articles homonymes, voir Aéroport de Moscou.
L'aérodrome Khodynka (officiellement Aérodrome central Frounze) est un ancien aéroport de Moscou, situé à 7 km au nord-ouest du centre de la ville. Il fut l'unique aéroport de la ville jusqu'à l'ouverture de l'aéroport international de Vnoukovo en 1941. Il n'est plus en activité aujourd'hui, et le site entier a été reconverti. Il a été la base de stockage de très nombreux avions, depuis les Soukhoï jusqu'aux MiG (qui furent plus tard déplacés à Loukhovitsy).

## Images d'avions

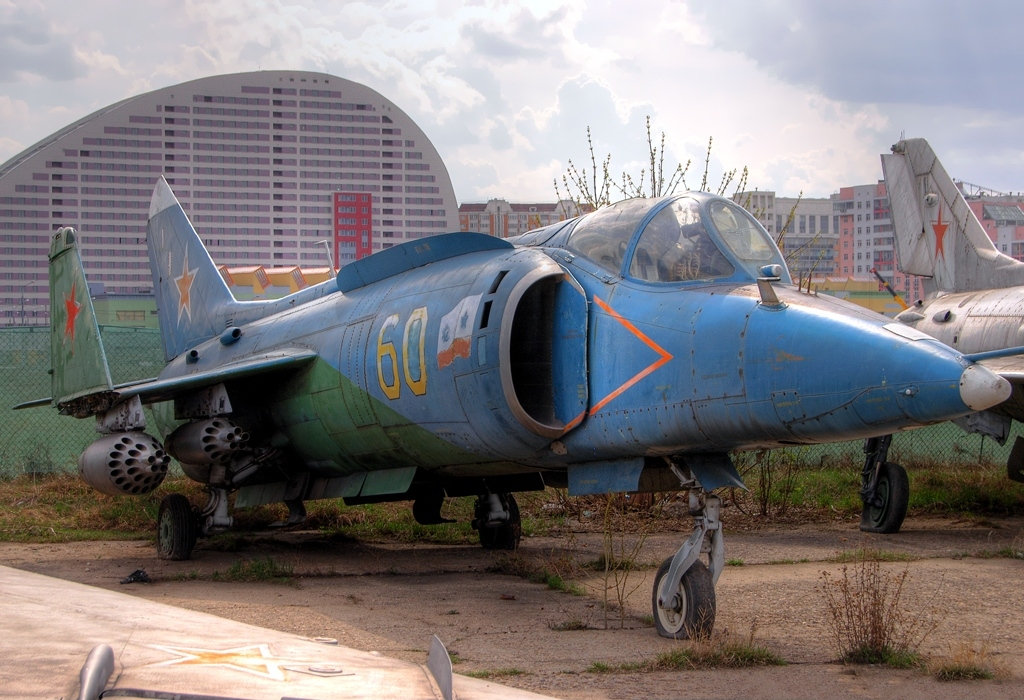
Un Yak-38,
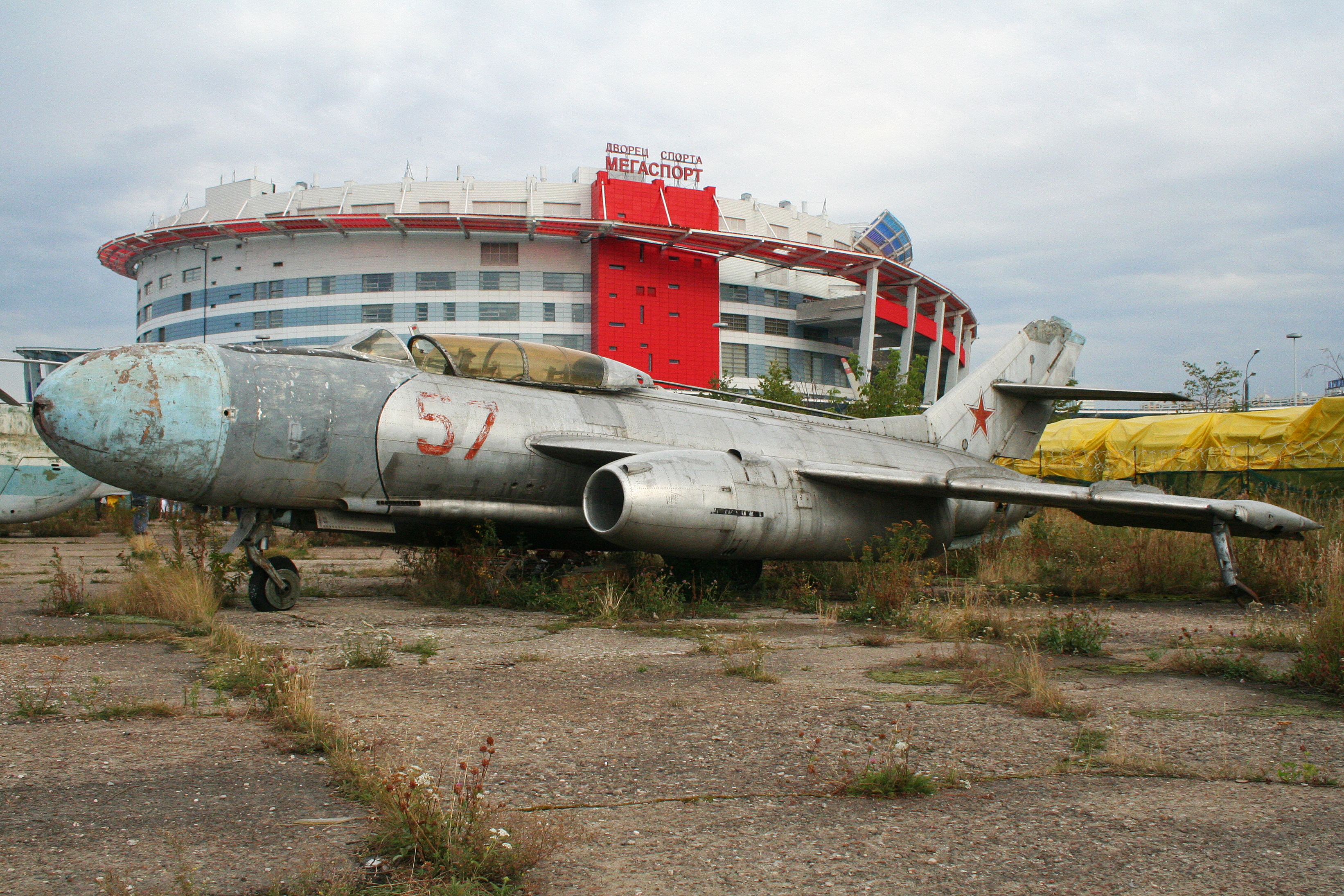
un Yak-25,
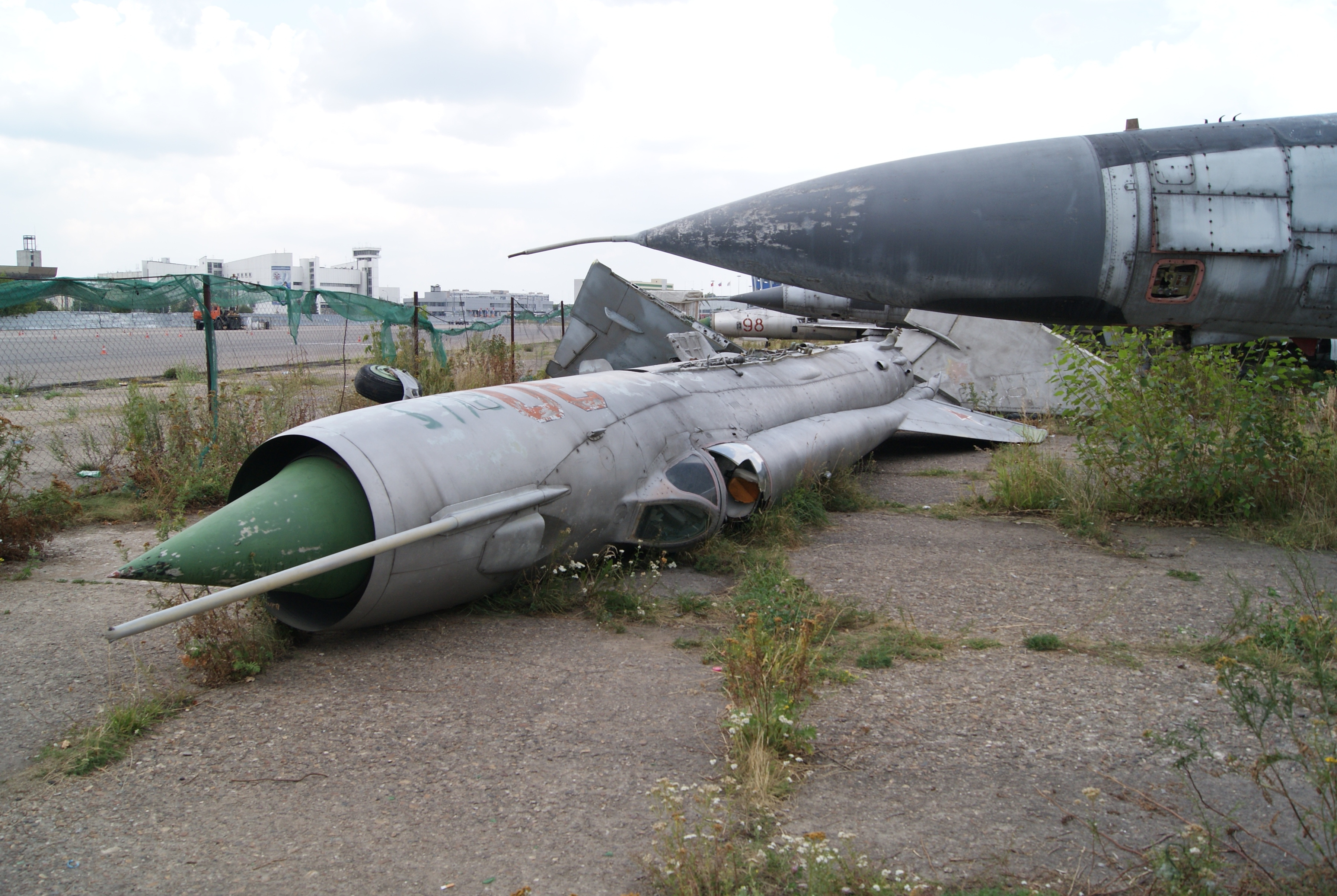
un Mig-21,
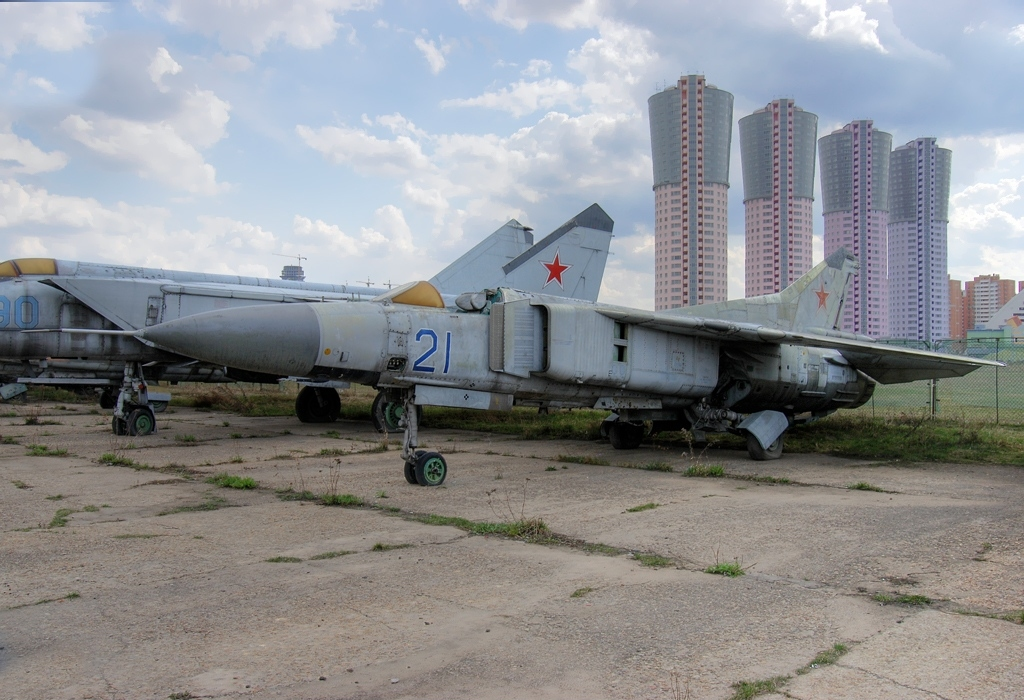
un Mig-23,
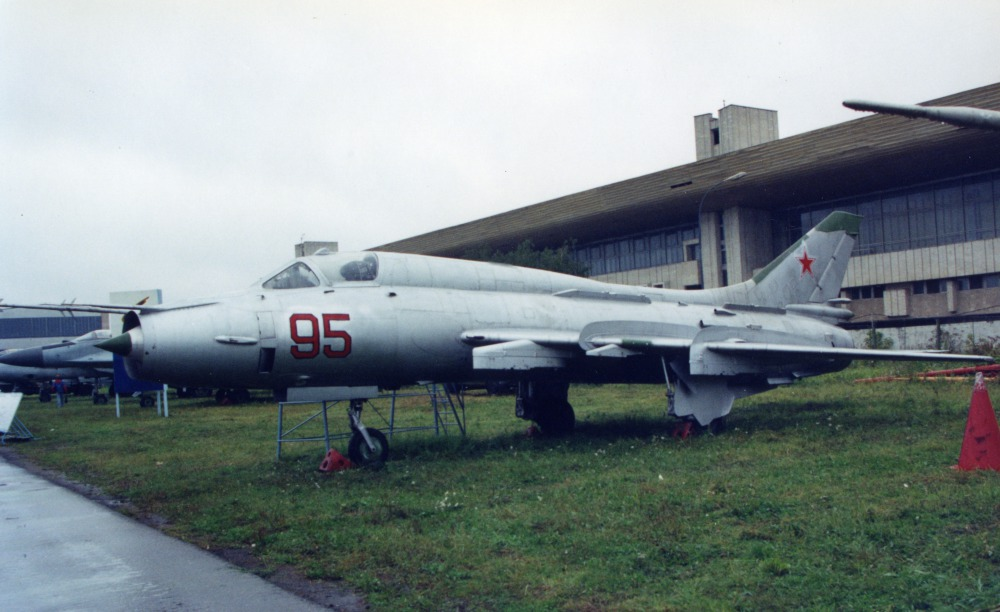
un Su-17,
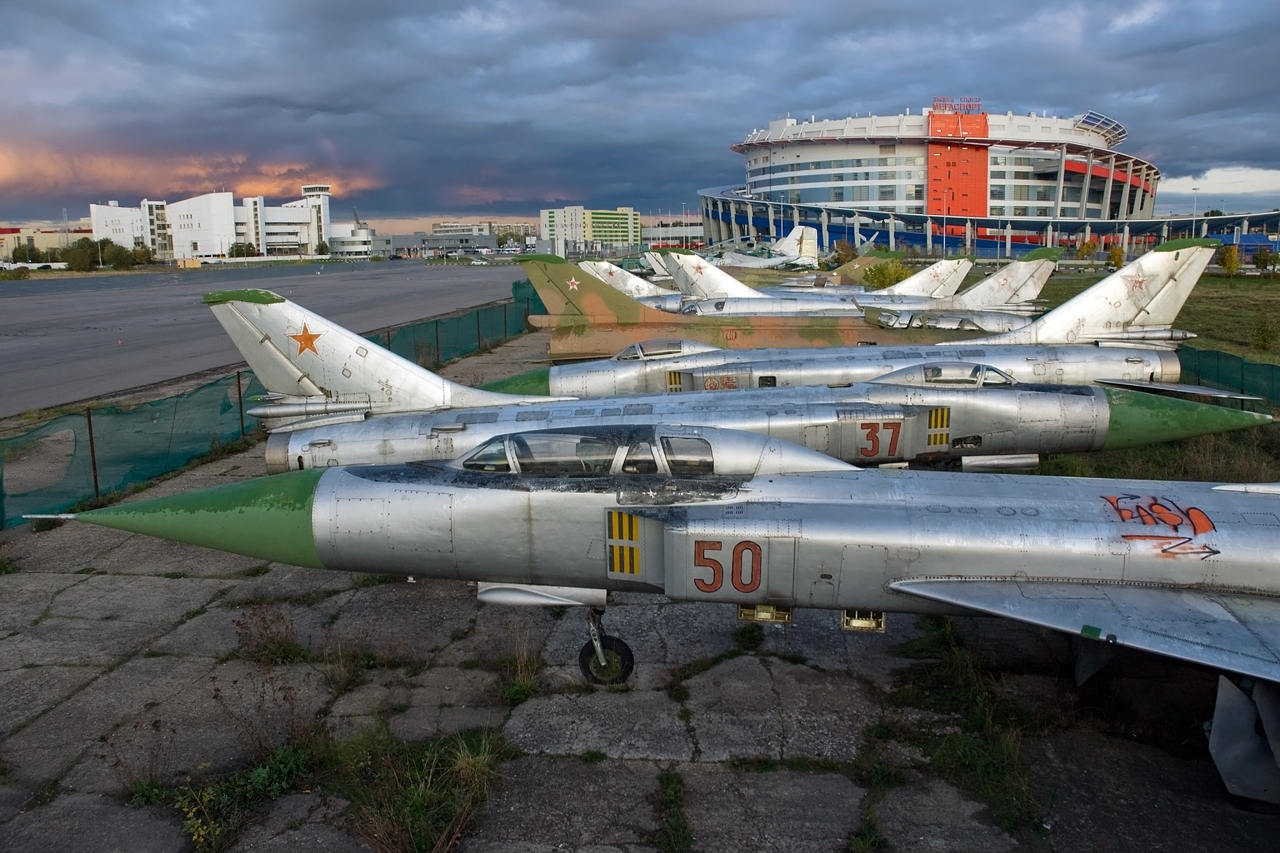
un Su-15.